# Zwischenlandung in Moskau
Zwischenlandung in Moskau (russisch Я шагаю по Москве, wörtliche Übersetzung: „Ich schreite durch Moskau“) ist ein sowjetischer Spielfilm von 1963 im Genre der lyrischen Komödie von Georgi Danelija. Die Hauptrollen spielen junge Schauspieler wie Nikita Michalkow, Alexei Loktew, Jewgeni Steblow und Galina Polskich. In Gastauftritten sind viele Volkskünstler der UdSSR zu sehen, u. a.: Rolan Bykow, Wladimir Bassow, Lew Durow und Inna Tschurikowa.
Der von den Filmgesellschaft Mosfilm produzierte Film gilt als einer der wichtigsten Filme der Tauwetterperiode von Chruschtschow. Er hatte Premiere auf den Internationalen Filmfestspielen von Cannes 1964 und wurde in der Kategorie „Besondere Erwähnung von jungen Filmregisseuren“ prämiert.

## Handlung
Der episodale Film beschreibt einen Tag im Leben von Wolodja, einem Montagearbeiter aus Sibirien, der für einen Tag nach Moskau einfliegt. Der Film beginnt mit einer kleinen Epigraphen-Szene auf einem Flughafen von Moskau. Der junge Wolodja sieht ein Mädchen, das zu einer unhörbaren Musik tanzt. Beiläufig fangen sie ein Gespräch an:
— Fliegst du ab, oder kommst du an?

— Ich hole ab.

— Wen?

— Meinen Mann.

— Glücklich sind die, die abgeholt werden.

— Heirate, dann wirst auch du abgeholt.

— Und, bei euch läuft alles gut?

— Sehr gut.

— So etwas gibt’s doch nicht.

— Gibt es doch, ja, das gibt es.
Wolodja ist auf Durchreise in Moskau: Er hat eine kleine Erzählung geschrieben, die in einer Jugendzeitschrift gedruckt wurde. Die Erzählung hat das Interesse des Schriftstellers Woronin geweckt, der ihn zu einem wichtigen Gespräch eingeladen hat. In der Metro lernt Wolodja den Metroarbeiter Kolja kennen, der gerade von der Nachtschicht heimfährt. Wolodja hat vor, bei seinen Freunden unterzukommen, kennt den Weg aber nicht. Kolja bietet an, ihn zu begleiten.
Auf dem Tschistoprudny-Boulevard wird Wolodja von einem Hund gebissen. Kolja lädt ihn ein, um die zerrissene Hose zu flicken und stellt ihn seiner Familie vor. Später stellt sich heraus, dass Wolodjas Bekannte Moskau für den Sommer verlassen haben. So lässt Wolodja seine Sachen bei Kolja und macht sich auf den Weg.
Nun hofft Kolja, der zu Hause geblieben ist, auszuschlafen, kriegt jedoch plötzlichen Besuch von Sascha, der am nächsten Tag zum Wehrdienst muss. Sascha bittet Kolja, mit ihm zum Wehramt zu gehen, um um eine Schonfrist zu bitten, da Sascha heute seine Freundin Sweta heiraten soll. Nach dem Besuch beim Wehramt gehen die Freunde in den GUM, um ein Jackett für den Bräutigam zu kaufen. Dort treffen sie auf Wolodja, der sich gerade einen neuen Anzug gekauft hat. Kolja schlägt vor, statt des Jacketts ein Geschenk für die Braut zu kaufen. Sie gehen in einen Plattenladen, wo seine Bekannte Aljona arbeitet.

## Interessante Fakten
- Lief im westdeutschen Fernsehen (ZDF) unter dem Titel Spaziergang in Moskau.
- Das von Nikita Michalkow gesungene Titellied von Andrei Petrow und Gennadi Schpalikow avancierte zu einem berühmten sowjetischen Schlager der 60er Jahre.
- Die Schlüsselszene des Films (das Mädchen, das barfuß im Regen geht und von einem unbekannten Radfahrer begleitet wird, der einen Regenschirm über sie hält) war das erste Bild, aus dem der Regisseur Georgi Danelija den gesamten Film entwickelt hatte.
- Der Regisseur Georgi Danelija hat einen Cameo-Auftritt als Schuhputzer.
- Es war die erste Rolle für den damals 18-jährigen Nikita Michalkow.
- Der Beititel „Eine lyrische Komödie“ wurde hinzugefügt, um einer Beschwerde von Goskino zu begegnen, die den Film als „nicht witzige Komödie“ abstempelten.

## Auszeichnungen
- Internationale Filmfestspiele von Cannes (1964)
Sieger in der Kategorie:
Besondere Erwähnung von jungen Filmregisseuren: Georgi Danelija
- Leningrader Filmfestival (1964)
  - Wadim Jussow — Preis für seine Kameraarbeit und ein Diplom der WLKSM
- Kongress der UNIATEC (Mailand, 1964)
  - Erster Preis beim Filmwettbewerb
- Spezielle Prämie der Internationalen Filmrevue „Kapitol-Jupiter“ für Teilnahme (Rom, 1966).
- Preis für die Kameraarbeit für Wadim Jussow beim Filmfestival der Arbeiter in der Tschechoslowakei.